# Lý Thiết
Lý Thiết (tiếng Trung: 李鐵; bính âm: Li Tie; sinh ngày 18 tháng 5 năm 1977) là cựu cầu thủ bóng đá chuyên nghiệp từng chơi ở vị trí tiền vệ và huấn luyện viên bóng đá người Trung Quốc.

## Sự nghiệp câu lạc bộ

### Everton
Sau World Cup 2002, ông lọt vào mắt xanh của các tuyển trạch viên Everton.Cầu thủ người Thẩm Dương chuyển đến khoác đội chủ sân Goodison Park. người đóng vai trò thuyền trưởng của Everton khi đó chính là David Moyes. Ở mùa giải 2002/03, Li Tie được HLV David Moyes tin dùng ở vị trí tiền vệ phòng ngự.
Cầu thủ sinh năm 1977 đá tới 29 trận tại Premier League 2002/03, góp công lớn vào vị trí thứ 7 của Everton. Cùng Sun Ji Hai (khoác áo Man City), Li Tie khiến bóng đá xứ sở tỷ dân nở mày nở mặt sau lần đầu dự VCK World Cup trên đất Hàn Quốc và Nhật Bản.
Phong độ của Li Tie cao đến mức thuyết phục David Moyes yêu cầu BLĐ Everton chi tiền giữ cầu thủ này ở lại đội ngũ. 1,2 triệu bảng là giá cho Li Tie ngày ấy, 800.000 bảng trong số này được nhà tài trợ trả.
Nhìn chung, đây là thương vụ đẹp lòng nhiều bên: Li Tie bỗng thấy được mình thực sự có tài, Everton có được nhân sự tốt còn nhà tài trợ bỗng được quảng cáo rộng rãi. Song ngay vào thời điểm kỳ vọng lên cao nhất, dấu ấn Li Tie lại lụi tàn.
Tiền vệ người Trung Quốc dính thẻ đỏ trong trận gặp Arsenal ngay đầu mùa giải. Sau đó, những chấn thương liên tục khiến Li Tie chỉ đá thêm vỏn vẹn 7 trận cho Everton. Đó cũng là các trận cuối cùng của Li Tie cho Everton khi tiền vệ này dính chấn thương kinh hoàng khi trở về tập trung cùng tuyển Trung Quốc vào tháng 2/2004, khiến anh nghỉ thi đấu 12 tháng.
Rời Everton vào tháng 5/2006, Li Tie gia nhập Sheffield United. Song những chấn thương một lần nữa lại hạn chế cơ hội chơi bóng của anh tại CLB mới.

## Bàn thắng quốc tế
| #  | Ngày                | Địa điểm                                                 | Đối thủ     | Bàn thắng | Kết quả | Giải đấu                 |
| -- | ------------------- | -------------------------------------------------------- | ----------- | --------- | ------- | ------------------------ |
| 1. | 23 tháng 1 năm 2000 | Sân vận động Thống Nhất, Thành phố Hồ Chí Minh, Việt Nam | Philippines | 8–0       | 8–0     | Vòng loại Asian Cup 2000 |
| 2. | 26 tháng 1 năm 2000 | Sân vận động Thống Nhất, Thành phố Hồ Chí Minh, Việt Nam | Guam        | 14–0      | 19–0    | Vòng loại Asian Cup 2000 |

## Danh hiệu

### Cầu thủ

#### Câu lạc bộ
Liêu Ninh Hoành Vận
- China League One: 2009[1]
- Chinese FA Super Cup: 1999

#### Cá nhân
- Chinese Jia-A League Team of the Year: 1999, 2001

### Huấn luyện viên

#### Câu lạc bộ
Vũ Hán Trác Nhĩ
- China League One (1): 2018

#### Cá nhân
- Huấn luyện viên xuất sắc nhất China League One (1): 2018[2]